# سرتنگ دینارعالی
سرتنگ دینارعالی، روستایی در دهستان خانمیرزا بخش مرکزی شهرستان خانمیرزا در استان چهارمحال و بختیاری ایران است.

## جمعیت
بر پایه سرشماری عمومی نفوس و مسکن در سال ۱۳۹۵، جمعیت این روستا برابر با ۸۱۲ نفر (۱۹۷ خانوار) بوده‌است. یک نفرش به دنیایی ارزش دارد"